# Heinrich Lechner
Heinrich Lechner (ur. 1901, zm. ?) – zbrodniarz nazistowski, pracownik cywilny w niemieckim obozie koncentracyjnym Dachau.
Z zawodu mechanik samochodowy. W 1926 wyemigrował do Stanów Zjednoczonych, gdzie pracował w fabrykach lotniczych. W 1933 otrzymał amerykańskie obywatelstwo. W grudniu 1938 powrócił do Niemiec, a w 1940 ponownie stał się obywatelem niemieckim. Członek NSDAP od 1942. Od stycznia 1939 do kwietnia 1945 był zatrudniony w fabryce Messerschmitta, w której od 1942 pracowali więźniowie KL Dachau. Lechner kierował zakładem 4A fabryki.
W procesie członków załogi Dachau (US vs. Johannes Berscheid i inni), który miał miejsce w dniach 12–25 sierpnia 1947 przed amerykańskim Trybunałem Wojskowym w Dachau skazany został na 5 lat pozbawienia wolności za bicie więźniów gumowym kablem, pozbawianie ich żywności z paczek, które otrzymywali spoza obozu oraz składanie na nich karnych raportów.